# 테오 판더산더
테오도뤼스 아만뒤스 마리아 "테오" 판더산더(네덜란드어: Theodorus Amandus Maria "Theo" van de Sande, 1947년 5월 10일 ~ )는 네덜란드의 영화 촬영 기사이다. 미국에서 데니스 듀건 감독의 코미디 영화를 촬영했다.

## 연출 작품 목록

### 영화
| 연도 | 제목                    | 원제            | 감독        | 비고 |
| ---- | ----------------------- | --------------- | ----------- | ---- |
| 2009 | 더 홀                   | The Hole        | 조 단테     |      |
| 2003 | 다 큰 녀석들            | Grown Ups       | 데니스 듀건 |      |
| 2011 | 마이 프리텐드 와이프    | Just Go with It | 데니스 듀건 |      |
| 2013 | 사랑과 전쟁             | Love and Honor  | 대니 무니   |      |
| 2013 | 다 큰 녀석들 2          | Grown Ups 2     | 데니스 듀건 |      |
| 2013 | 홈프론트: 가족을 지켜라 | Homefront       | 게리 플리더 |      |
| 2016 | 배드 산타 2             | Bad Santa 2     | 마크 워터스 |      |